# Lebbin (Spreenhagen)
Lebbin (niedersorbisch Lubin, Libin) ist ein bewohnter Gemeindeteil des Ortsteils Markgrafpieske der Gemeinde Spreenhagen im Landkreis Oder-Spree im Land Brandenburg.

## Lage und Umgebung
Lebbin liegt südlich von Markgrafpieske und wird durch die Bundesautobahn 12 vom Ortsteil getrennt. Östlich liegt Kolpin, ein Ortsteil der Gemeinde Reichenwalde. Es folgen im Uhrzeigersinn Storkow (Mark), der Storkower Ortsteil Rieplos sowie der Markgrafpiesker Gemeindeteil Neu Waltersdorf. Die umliegende Gemarkung ist größtenteils bewaldet. Die Lebbiner Dorfstraße führt als zentrale Verbindungsachse in Nord-Süd-Richtung durch den Ort. Nach Osten besteht eine weitere Verbindung nach Rieplos. Westlich liegt die Lebbiner Heide.

## Geschichte
Die Entwicklung des Ortes ist stark mit der Kolonisation der zuvor dünn besiedelten Landstriche durch Friedrich II. verbunden. Einige der Kolonistenfamilien gründeten neben Dörfern wie Briesenluch oder Neu Markgrafpieske auch Lebbin. Sie betrieben Fischzucht und Landwirtschaft und errichteten vor rund 300 Jahren ein Quartier für Schafhirten. Es steht im 21. Jahrhundert unter Denkmalschutz.
Am 17. September 1961 wurde die damalige Gemeinde Lebbin nach Markgrafpieske eingemeindet. Diese Gemeinde wiederum gehört seit dem 26. Oktober 2003 zu Spreenhagen.

## Sehenswürdigkeiten und Sport

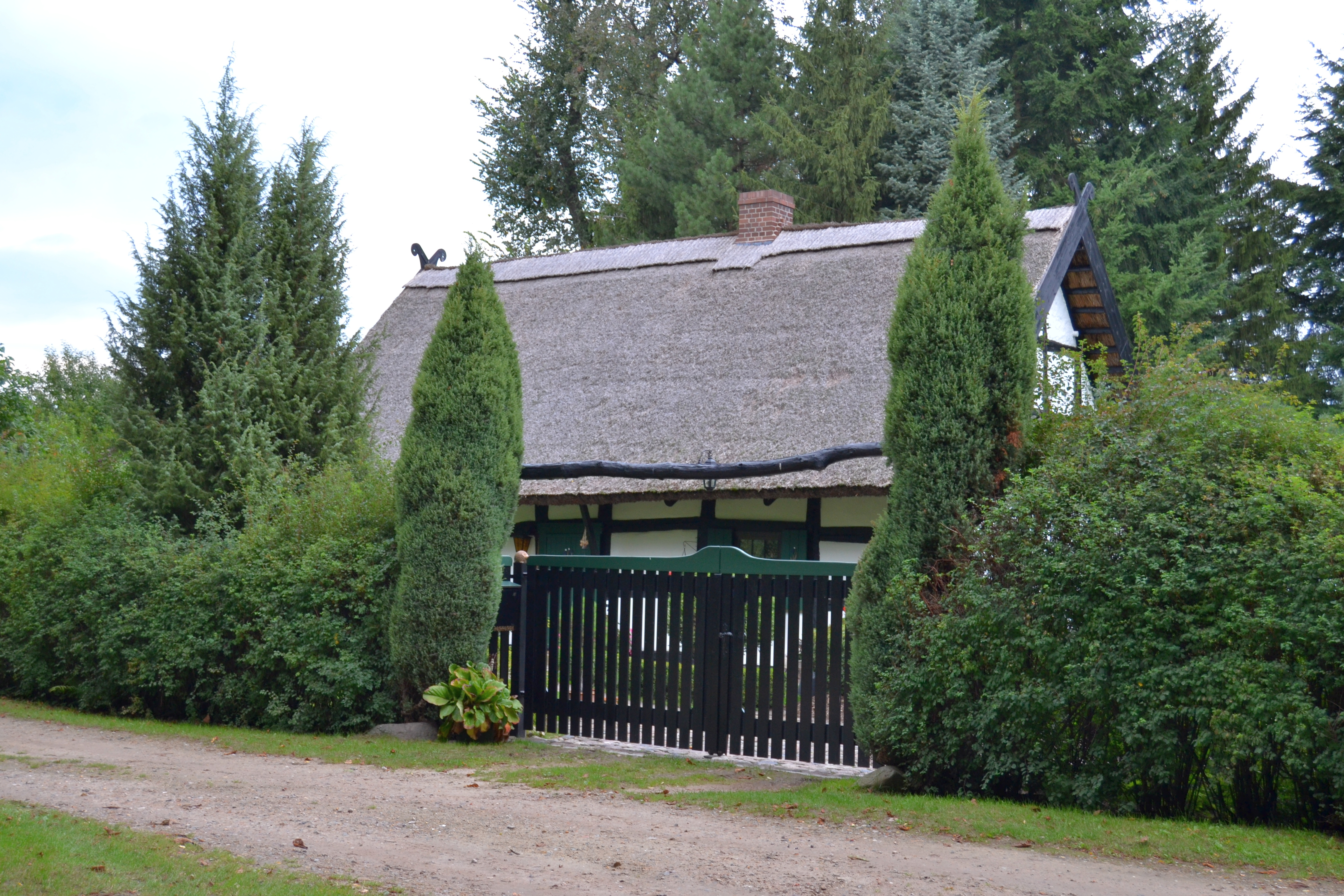
Bauernhof in Lebbin

- Denkmalgeschützter Bauernhof in der Dorfstraße 29
- Lebbiner See, zu Storkow (Mark)
- Durch den Ort führt die Große Teufelstour, eine ca. 53 km lange Fahrradroute, die am Museum für Fahrradkuriositäten von Didi Senft beginnt und durch die Landschaft am Storkower See sowie der Groß-Schauener-Seenkette führt.